# Winter Gardens
Winter Gardens es un lugar designado por el censo ubicado en el condado de San Diego en el estado estadounidense de California. En el año 2000 tenía una población de 19,771 habitantes y una densidad poblacional de 1,719.2 personas por km², Lakeside, se encuentra ubicada junto a Winter Gardens. 

## Geografía
Winter Gardens se encuentra ubicado en las coordenadas 32°49′52″N 116°56′00″O / 32.83111, -116.93333. Según la Oficina del Censo, la ciudad tiene un área total de 11,5 km² (4,4 mi²), de la cual 11,5 km² (4,4 mi²) es tierra y 0 km² (0 mi²) (0.0%) es agua.

## Demografía
Según la Oficina del Censo en 2000 los ingresos medios por hogar en la localidad eran de $45,791, y los ingresos medios por familia eran $51,378. Los hombres tenían unos ingresos medios de $37,226 frente a los $29,191 para las mujeres. La renta per cápita para la localidad era de $19,424. Alrededor del 8.5% de la población estaban por debajo del umbral de pobreza.